# 中庄古建筑群
中庄古建筑群是一组明、清古建筑群，位于山西省晋城市阳城县润城镇东部的中庄村。2021年8月4日公布为第六批山西省文物保护单位。
中庄村现存古建筑群形成于明清时期，现存古建面积2万多平方米，包括官宅院、书房院、小姐院等 68 个院落和古寨，明代十字街、水井、藏兵洞及元代修建的汤帝庙等。今天在庄河北岸，留下前七宅、后七宅、李豸故居棋盘八院，南岸有三官庙、济渎龙王庙、张公庙和李春茂故居。汤帝庙建于清代，有戏台、献殿、正殿、钟鼓楼等。